# ß

Cách viết ß

ß (Unicode U+00DF), là ký tự thứ 22 trong bảng chữ cái tiếng Đức. Nó được đọc là Eszett (IPA: [ʔɛsˈt͡sɛt], lexicalized expression for sz) hoặc scharfes S (IPA: [ˈʃaʁfəs ˈʔɛs, ˈʃaːɐ̯fəs ˈʔɛs], S mạnh) trong tiếng Đức. ß thường bị nhầm với β (beta), В (ký tự kirin) và B (ký tự latin). Tuy nhiên ß không bao giờ đứng đầu câu, còn 3 chữ kia đều có thể đứng đầu câu. Ký tự ß còn được dùng trong tiếng Sumer, với nghĩa là sh. Nó còn được dùng để Đức hóa chữ š trong tiếng Litva.

## Cách dùng
- ß sử dụng sau âm đôi, ví dụ beißen (cắn)
- ß sử dụng sau nguyên âm dài, ví dụ dreißig (ba mươi)
- Trong cái nguyên âm ngắn, sử dụng ss, ví dụ küssen (hôn)
- ß viết hoa là ẞ nhưng ß không bao giờ đứng đầu câu. Nếu đứng đầu thì được viết là Ss hoặc Sz. Hiện nay một số khu vực không còn dùng ß mà thay bằng sz hoặc ss như ở Thụy Sĩ.